# PhotoFiltre
PhotoFiltre ist ein Bildbearbeitungs-Programm von Antonio Da Cruz. Es ist für den nichtkommerziellen Gebrauch als Freeware und in vielen Sprachen erhältlich. Die 64-bit Version 11.6.0 von PhotoFiltre bezeichnet der Autor als Shareware mit einer 30-tägigen Trial-Periode. Das Programm ist damit eher eine Demoversion. Mit dem Programm lassen sich zahlreiche Veränderungen und Manipulationen an Bildern erledigen. Dafür bietet es viele Grafikfilter und Effekte, aber auch Werkzeugfunktionen sind vorhanden. Außerdem besteht die Möglichkeit, das Tool mit Grafik-Plug-ins zu erweitern. Etwa 20 solcher Plugins stehen bereits auf der Homepage zum ebenfalls kostenlosen Download bereit, ebenso wie eine Auswahl vorgefertigter Selektionsmasken und Filter.
Aufgrund seines für kostenlose Software großen Funktionsumfangs wurde PhotoFiltre seit Ende 2005 immer wieder in verschiedenen PC-Zeitschriften gelobt und auf diversen Online-Portalen als Redaktionstipp vorgestellt. So erlangte es einen hohen Bekanntheitsgrad, während es zuvor allenfalls als Geheimtipp bekannt war.
Neben der kostenlosen Version gibt es PhotoFiltre Studio, welches als Shareware vertrieben wird und als nennenswerte Unterschiede zur Freeware-Variante die Unterstützung von Ebenen, animierten GIF-Dateien und 8bf-Filtern bietet. PhotoFiltre ist für Windows-Systeme gedacht und derzeit noch nicht für andere Betriebssysteme verfügbar. Unter dem Projekt „PhotoFlare“  gibt es eine native Umsetzung für Linux. Diese ist Open Source (GPLv3) und hat mittlerweile als Community-Edition die Version 1.6.5 erreicht.
Die Windows-Version kann in GNU/Linux-Distributionen wie Ubuntu mit Wine benutzt werden. Laut der AppDB wird das Programm von Wine unter Linux vollständig unterstützt.